# Wadi Khaled

Wadi Khaled (en arabe : وادي خالد) est un village dans le district du Akkar, aux frontières du nord-est du Liban.
À Wadi khaled, il fait chaud en été, froid en hiver et humide dans toutes les saisons. L'altitude de ce village est entre 370 mètres (El Msalabieh) et 700 mètres (Hneider). Il est à 175 km de Beyrouth et à 70 km de Tripoli.
Il comporte 21 quartiers, parmi lesquels : Rojom Khalaf, Hneider, Knayse, Karha, Awade, Hiche, Rama, Majdal, Amayer, Rojm Houssein, Rojm Issa…
La population de Wadi khaled a longtemps été apatride, notamment en raison de la non-participation des habitants au recensement de la population libanaise de 1932, bien qu'ils habitent la région depuis des siècles. La majorité des habitants de la région ont obtenu la nationalité libanaise en 1994, grâce au décret de naturalisation n°5247, cependant il reste « quelques centaines » de personnes apatrides dans cette région aujourd'hui. Le forum national des jeunes à Wadi Khaled était le premier à demander la naturalisation des habitants du village ainsi que plusieurs mouvements et soutiens solidaires et sociaux.